# Guaíra (kommun i Brasilien, Paraná)
Guaíra är en kommun i Brasilien.   Den ligger i delstaten Paraná, i den södra delen av landet, 1 200 km sydväst om huvudstaden Brasília. Antalet invånare är 30 669.
Trakten runt Guaíra består till största delen av jordbruksmark. Runt Guaíra är det glesbefolkat, med 19 invånare per kvadratkilometer.